# カモグチウオ科
カモグチウオ科（学名：Bathydraconidae）は、ノトテニア亜目に分類される科の1つ。11属18種が分類され、南極海の深海から知られている。

## 分類と名称
1913年にイギリスの魚類学者であるチャールズ・テイト・リーガンによって、スコットランド国営南極遠征で採集された魚類に関する報告書の中で設立された。リーガンは1878年にアルベルト・ギュンターが B. antarctica を模式種とする単型属として設立した Bathydraco 属を基準属とした。分子解析により、3つの分岐群に分かれることが支持されている。これらを亜科とする場合もあり、Bathydracoinaeには Bathydraco、Prionodraco、Racovitzia が含まれる。Gymnodraconinaeには Gymnodraco、Psilodraco、Acanthodraco が含まれる。Cygnodraconinaeには Cygnodraco、Gerlachea、Parachaenichthys が含まれる。しかし『Fishes of the World』第5版では、本科に亜科を認めていない。学名は基準属である Bathydraco に由来し、「bathy (深い)」と「draco (ドラゴン)」を組み合わせたものである。その名の通りタイプ標本は水深2,304mと深場から採集され、dracoはノトテニア亜目の学名に使用されることが多い。

## 形態
体は長い円筒形だが、前部は扁平、後部は側扁型に近い。背鰭は1基で、基部が長く、棘条を持たない。臀鰭は一般に背鰭より基部が短く、棘条は無い。胸鰭はよく発達しており、腹鰭には1本の棘と、胸鰭の前方から始まる5本の分岐軟条がある。頭部は中型から大型で、種によってはへこんでいる。吻部は長く、平らかわずかにへこみ、通常は尖っている。口は大きく、目の中央まで開くこともある。顎には小さな円錐形の歯があり、犬歯もあるが、口の他の部分には歯は無い。外鼻孔は1つで、鰓蓋は後方を向いた鉤状または棘状で、突起を持たない場合もある。体には櫛鱗または骨板で覆われ、鱗を持たない種もある。側線は1-5本だが、4本の種はいない。側線鱗には孔があり、時折連結している。

## 分布と生態
南極海で見られる底魚である。商業的に漁獲されることはなく、ほとんど知られていない。大半の種は南極大陸の大陸棚と大陸斜面に生息するが、周辺の島から報告されている種もある。沿岸の浅場に生息するが、深さ3,000mからも発見されている。キバゴチはマクマード湾の海氷下の浅場に生息しており、ロス棚氷の下にも生息している可能性がある。

## 下位分類
以下の属と種が分類されている。和名は岩見・川口・永延（2001）に従った。
- Acanthodraco Skóra, 1995 - 1種
  - Acanthodraco dewitti Skóra, 1995 (DeWitt's dragonfish)
- Akarotaxis DeWitt & Hureau, 1980 - 2種
  - Akarotaxis nudiceps (Waite, 1916)
  - Akarotaxis gouldae Corso et al., 2024 (banded dragonfish)
- Bathydraco Günther, 1878 - 5種
  - Bathydraco antarcticus Günther, 1878
  - Bathydraco joannae DeWitt, 1985
  - Bathydraco macrolepis Boulenger, 1907
  - Bathydraco marri Norman, 1938 (Deep-water dragon)
  - Bathydraco scotiae Dollo, 1906
- Cygnodraco Waite, 1916 - 1種
  - Cygnodraco mawsoni Waite, 1916 メガネカモグチウオ (Mawson's dragonfish)
- Gerlachea Dollo, 1900 - 1種
  - Gerlachea australis Dollo, 1900 ホソカモグチウオ
- Gymnodraco Boulenger, 1902 - 1種
  - Gymnodraco acuticeps Boulenger, 1902 キバゴチ (Ploughfish)
- Parachaenichthys Boulenger, 1902 - 2種
  - Parachaenichthys charcoti (Vaillant, 1906) キイロカモグチウオ
  - Parachaenichthys georgianus (J. G. Fischer, 1885) カモグチウオ
- Prionodraco Regan, 1914 - 1種
  - Prionodraco evansii Regan, 1914 シカクカモグチウオ
- Psilodraco Norman. 1937 - 1種
  - Psilodraco breviceps Norman, 1937 キバゴチモドキ
- Racovitzia Dollo, 1900 - 2種
  - Racovitzia glacialis Dollo, 1900 マダラカモグチウオ
  - Racovitzia harrissoni (Waite, 1916)
- Vomeridens DeWitt & Hureau, 1980 - 1種
  - Vomeridens infuscipinnis (DeWitt, 1964)